# Col du Zad
Col du Zad är ett bergspass i Marocko.   Det ligger på gränsen mellan regionerna Fès-Meknès och Drâa-Tafilalet, 200 km sydost om huvudstaden Rabat. Col du Zad ligger 2 191 meter över havet.